# Paolo Maria Scalondro
Paolo Maria Scalondro (Roma, 6 ottobre 1952) è un attore e doppiatore italiano.

## Biografia
Come attore, ha partecipato a diverse pellicole cinematografiche e sceneggiati televisivi. Nella serie TV della Rai Un medico in famiglia ha ricoperto il ruolo di Andrea Biglietti. Nella serie televisiva di Mediaset R.I.S. - Delitti imperfetti ha interpretato il capitano dei Carabinieri Edoardo Rocchi per 4 stagioni. Nel 2002 ha avuto il ruolo dell’imprenditore Giorgio Donadoni nella serie Rai Cuori rubati, e tra la fine degli anni duemiladieci e gli inizi degli anni duemilaventi ha avuto un ruolo secondario in un'altra produzione della TV di Stato, Un posto al sole. Per quanto riguarda l'attività di doppiatore, è prevalentemente conosciuto come voce di Claus Theo Gärtner, protagonista di Un caso per due. Sua la voce anche dell'attore Ted Levine, il serial killer Buffalo Bill ne Il silenzio degli innocenti.
Ha vinto un Nastro d'argento per il doppiaggio di Jeremy Irons in Inseparabili.

## Filmografia

### Cinema
- Il bandito dagli occhi azzurri, regia di Alfredo Giannetti (1980)
- Monsignore (Monsignor), regia di Frank Perry (1982)
- 2019 - Dopo la caduta di New York, regia di Sergio Martino (1983)
- Il caso Moro, regia di Giuseppe Ferrara (1986)
- Vendetta, regia di Mikael Håfström (1995)
- Testimone a rischio, regia di Pasquale Pozzessere (1997)
- Cuori al verde, regia di Giuseppe Piccioni (1996)
- Ultimo bersaglio, regia di Andrea Frezza (1996)
- Il figlio di Bakunìn, regia di Gianfranco Cabiddu (1997)
- Consigli per gli acquisti, regia di Sandro Baldoni (1997)
- Le mani forti, regia di Franco Bernini (1997)
- Una vita alla rovescia (Le monde à l'envers), regia di Rolando Colla (1998)
- Radiofreccia, regia di Luciano Ligabue (1998)
- Non ho sonno, regia di Dario Argento (2001)
- Paz!, regia di Renato De Maria (2002)
- Suburra, regia di Stefano Sollima (2015)

### Televisione
- Il santo, regia di Gianluigi Calderone - miniserie TV (1984)
- Nucleo zero, regia di Carlo Lizzani – film TV (1984)
- Aeroporto internazionale - serie TV, episodi 1x11-1x17 (1985)
- Io e il duce, regia di Alberto Negrin (1985)
- Un'isola, regia di Carlo Lizzani (1986)
- Una verità come un'altra, regia di Gianluigi Calderone (1989)
- Un inviato molto speciale, regia di Vittorio De Sisti (1991)
- L'ispettore Sarti, regia di Maurizio Rotundi, Giulio Questi e Marco Serafini (1991)
- Amico mio, regia di Paolo Poeti (1993-1998)
- La storia di Chiara, regia di Andrea e Antonio Frazzi (1995)
- Les nouveaux exploits d’Arsène Lupin - episodio Les souterrains étrusques, regia di Vittorio De Sisti (1996)
- Dopo la tempesta, regia di Andrea e Antonio Frazzi (1996)
- L'avvocato delle donne, regia di Andrea e Antonio Frazzi (1997)
- Trenta righe per un delitto, regia di Lodovico Gasparini (1998)
- Cronaca nera, regia di Gianluigi Calderone e Ugo Fabrizio Giordani (1998)
- Ultimo - La sfida, regia di Michele Soavi (1999)
- Don Matteo 1, regia di Enrico Oldoini (2000) Episodio: Il piccolo angelo
- Le madri, regia di Angelo Longoni (2000)
- Una donna per amico 2, regia di Rossella Izzo (2000)
- Sospetti, regia di Luigi Perelli (2000)
- Distretto di Polizia, regia di Renato De Maria, 13 episodi (2000)
- Maria José - L'ultima regina, regia di Carlo Lizzani (2002)
- Cuori rubati, registi vari (2002-2003)
- Cuccioli, regia di Paolo Poeti (2002)
- Un caso di coscienza, regia di Luigi Perelli (2003)
- Un medico in famiglia, registi vari (2003-2009)
- Part time, regia di Angelo Longoni (2004)
- Raccontami una storia, regia di Riccardo Donna (2004)
- Cuore contro cuore, regia di Riccardo Donna (2004) Episodio: L'incidente
- Nebbie e delitti, regia di Riccardo Donna (2005) Episodio: Bersaglio, l'oblio
- Caterina e le sue figlie, regia di Fabio Jephcott (2005)
- R.I.S. - Delitti imperfetti, regia di Alexis Sweet, Pier Belloni e Fabio Tagliavia (2006-2009)
- Karol - Un papa rimasto uomo, regia di Giacomo Battiato (2006)
- Attacco allo Stato, regia di Michele Soavi (2006)
- Raccontami, regia di Tiziana Aristarco e Riccardo Donna (2006-2008)
- Il delitto di via Poma, regia di Roberto Faenza (2011)
- Le tre rose di Eva, regia di Raffaele Mertes (2012)
- Una pallottola nel cuore, regia di Luca Manfredi (2016)
- Un posto al sole, registi vari (2018-2019, 2021, 2022)

## Doppiaggio

### Film
- Lance Reddick in John Wick, John Wick - Capitolo 2, John Wick 3 - Parabellum, John Wick 4, Ballerina
- Liam Cunningham in Il cartaio, Un poliziotto da happy hour
- Jeff Daniels in La rosa purpurea del Cairo, State of Play
- David Hasselhoff in  Baywatch - Matrimonio alle Hawaii, Hop
- Jonathan Stark in Ammazzavampiri, La casa di Helen
- Gary Sinise in La macchia umana
- Dougray Scott in Enigma
- Richard Gere in Cotton Club
- Ted Levine in Il silenzio degli innocenti
- Dennis Quaid in Omicidi di provincia
- Jeremy Irons in Inseparabili
- Nicolas Cage in Zandalee
- Tim Roth in Even Money
- Lambert Wilson in Un colpo perfetto
- Óscar Jaenada in Fottute!
- Christopher Walken in The Addiction - Vampiri a New York
- Eamonn Walker in L'ultima alba
- Christopher Eccleston in Elizabeth
- Nestor Serrano in The Day After Tomorrow - L'alba del giorno dopo
- Kevin Isola in L'escluso
- David Strathairn in Lontano da Isaiah
- Gregg Edelman in Green Card - Matrimonio di convenienza
- Vincent D'Onofrio in Tango nudo
- Billy Zane in Il cavaliere del male
- Thomas Gibson in La natura ambigua dell'amore
- Reed Birney in I due criminali più pazzi del mondo
- Trevor Williams in L'altra verità
- Yvan Attal in And Now... Ladies & Gentlemen
- Jean-Marc Barr in Le Divorce - Americane a Parigi
- Baptiste Sornin in Due giorni, una notte
- Daniel Auteuil in Sotto falso nome
- John Holmes in Dolce Alice, WPINK-TV: Its Red Hot!!, Lampi di passione (doppiaggio 1994)
- Zbigniew Zamachowski in Walesa - L'uomo della speranza
- Mitch Pileggi in Supercar 2000 - Indagine ad alta velocità
- Rutger Hauer in Delitto di stato
- Terry O'Quinn in Phenomenon 2
- James Colby in Boston - Caccia all'uomo
- Paul Herman in The Irishman
- Nacho Marraco in Vicini davvero
- Tom Bahler in We Are The World: la notte che ha cambiato il pop
- Yayo Guridi in Il cuore lo sa

### Film d'animazione
- Lucky Luke in Lucky Luke - La ballata dei Dalton
- Crank in Robots
- Prete in Lu e la città delle sirene
- Mr. Slugworth/Mr. Wilkinson in Tom & Jerry: Willy Wonka e la fabbrica di cioccolato[1]
- Il gatto e la voce narrante ne La famiglia Willoughby

### Televisione
- Liam Cunningham in Titanic - Nascita di una leggenda
- Claus Theo Gärtner in Un caso per due (st. 3-20)
- Barry Bostwick in Fino al prossimo incontro
- Brett Cullen in Volo 323: cronaca di un disastro
- Joe Lando in Un cuore diviso
- Tim Matheson in Bionda e pericolosa
- Hans Henriksson in Cerco moglie per papà
- Peter Outerbridge in The Expanse
- James Aubreyin in  Mission Eureka
- Gary Sweet in Stingers
- Anupam Kher in Sense8
- Ville Virtanen in Rebecka Martinsson
- Tzi Ma in L'uomo nell'alto castello
- Geoffrey Giuliano in Squid Game
- Terry Kinney in Inventing Anna
- Lance Reddick in Percy Jackson e gli dei dell'Olimpo

### Soap opera
- Robert Tyler in Quando si ama

### Cartoni animati
- Ercole ne L'invincibile Ercole
- Tony Stark/Iron Man in Iron Man (st. 1)
- Il Dottor Destino ne I Fantastici Quattro (st. 1)
- Ichiro Shino in Garouden: The Way of the Lone Wolf

### Programmi televisivi
- Rick in Squid Game: La sfida